# Stortjärnen (Sorsele socken, Lappland, 723362-160060)
Stortjärnen är en sjö i Sorsele kommun i Lappland och ingår i Umeälvens huvudavrinningsområde. Sjön har en area på 0,0611 kvadratkilometer och ligger 339,1 meter över havet.

## Delavrinningsområde
Stortjärnen ingår i det delavrinningsområde (723218-159906) som SMHI kallar för Utloppet av Innersjön. Medelhöjden är 342 meter över havet och ytan är 22,06 kvadratkilometer. Räknas de 5 avrinningsområdena uppströms in blir den ackumulerade arean 62,26 kvadratkilometer. Bjurbäcken som avvattnar avrinningsområdet har biflödesordning 3, vilket innebär att vattnet flödar genom totalt 3 vattendrag innan det når havet efter 250 kilometer. Avrinningsområdet består mestadels av skog (74 procent) och sankmarker (15 procent). Avrinningsområdet har 0,69 kvadratkilometer vattenytor vilket ger det en sjöprocent på 3,1 procent.